# Participation des salariés aux résultats de l'entreprise
En France, la participation des salariés aux résultats de l'entreprise est une forme d'intéressement des salariés aux résultats de leur entreprise.
Environ 5 millions de salariés sont concernés par la participation en France. Sauf cas particuliers, la participation des salariés est exonérée d'impôts et de cotisations (hors CSG et CRDS) si elle reste placée durant 5 ans. Elle est en revanche soumise au forfait social. Depuis 2012, 8 % sont prélevés sur les sommes gagnées par le salarié, et la société doit payer elle 20 % de la somme brute versée au salarié. Pour un coût de revient de 100 € pour l'entreprise, un salarié se voit donc attribuer 76,66 €.

## Généralités

### Principes
La participation consiste en la distribution d'une quote-part du résultat fiscal aux salariés.
Portée par le général de Gaulle dès la fin de la Seconde Guerre mondiale, l'idée de participation a été mise en place sous sa présidence, dans le but de concilier patronat et salariat en leur donnant des intérêts communs,.
Le code du travail (Titre II : Participation aux résultats de l'entreprise - Articles L3321-1 à L3326-2) précise la législation applicable.

#### Participation obligatoire: art. L3322-2 du code du travail
« Les entreprises employant habituellement au moins cinquante salariés garantissent le droit de leurs salariés à participer aux résultats de l'entreprise. Il en va de même pour les entreprises constituant une unité économique et sociale d'au moins cinquante salariés reconnue dans les conditions prévues à l'article L. 2322-4. »

Tous les salariés de l'entreprise sont bénéficiaires de ce mécanisme (caractère collectif), quel que soit leur type de contrat (CDD ou CDI), une limite d'ancienneté n'excédant pas 3 mois (depuis loi du 19 février 2001) au cours du dernier exercice, ainsi que les 12 mois précédents, peut être prévue. Les personnels intérimaires bénéficient de la participation via leur société d'intérim (ancienneté ramenée à 60 jours, consécutifs ou non au cours du dernier exercice uniquement).

#### Participation volontaire: art. L.3323-6 du code du travail
Les entreprises avec un effectif inférieur à 50 salariés, et qui souhaitent faire bénéficier leurs salariés des résultats de l'entreprise, peuvent tout à fait le décider par un accord de participation.

### Histoire
L'ordonnance prévoyant la participation financière des salariés aux bénéfices de leur entreprise a été prise en 1959. Ce dispositif est alors facultatif ; il est soumis à la conclusion d'un accord de branche ou d'entreprise.
Ce mode de rémunération est devenu obligatoire dans les entreprises de plus de 100 salariés en 1967,. La participation est exonérée d'impôt et de cotisations sociales et son mode de calcul est fixé. Ces ordonnances subiront très peu de modifications par la suite.
En 1973, une loi est votée, reprenant les ordonnances de 1959 et 1967 et précisant les champs des entreprises concernées et les conditions de conclusion d'un accord de participation. En 1986, une ordonnance prévoira de nouvelles exonérations fiscales sur la participation, notamment en matière d'impôt sur les sociétés, le report des déficits antérieurs ainsi que la prise en compte du personnel temporaire pour la détermination des seuils.
En 1990, une nouvelle loi fixe le seuil d'effectif pour le versement de la participation obligatoire à 50 salariés. En 1994, une loi modifiera légèrement le dispositif de participation pour intégrer l'ancienneté dans les critères de répartition de la réserve de participation et intègrera la participation dans le code du travail.
Jean-Paul Cointet dans son ouvrage Le général de Gaulle et la participation et Laurent Lasne auteur de De Gaulle, une ambition sociale foudroyée sorti en 2009, font remonter l'utilisation du terme « participation » à 1943 et au discours du général de Gaulle devant l'assemblée consultative provisoire à Alger.

## Mode de calcul

### Formule de calcul
La formule du calcul de la réserve de participation est la suivante : {\displaystyle RSP={\frac {1}{2}}(B-5\%C)\times ({\frac {S}{VA}})}
Point important : Cette participation est assujettie à une cotisation intitulée « Forfait social » dont le taux est de 20 % de la réserve spéciale. Cela complique le calcul et modifie la formule (voir quelques lignes plus bas en paragraphe Bénéfice distribuable).
Avec :
- RSP : montant de la réserve spéciale de participation
- S : masse salariale
- B : bénéfice de référence
- C : capitaux propres de l'entreprise
- VA : valeur ajoutée

Le taux de 5 % représente le coût financier du capital, c'est-à-dire le coût de l'argent du capital. Ce taux a été fixé en 1967 et jamais revu depuis lors.
La coefficient {\displaystyle \textstyle {\frac {1}{2}}}, qui fut surnommé « coefficient scélérat » en 1967, trouvait alors sa justification avec le taux d'impôt sur les sociétés (50 % à l'époque). En effet, la déductibilité de la réserve spéciale de participation (RSP) et de la provision pour investissement (PPI, égale à la RSP) rendait neutre le coût de la participation pour l'entreprise la première année. Ce coefficient permettait donc de diminuer le coût de la participation pour la collectivité, qui prenait en charge le mécanisme de participation. Toutefois, la provision pour investissement était réintégrable par la suite. Il s'agissait donc simplement d'un décalage d'imposition.
Ainsi, en 1967, une entreprise réalisant un bénéfice de 100 avec une RSP de 15 :
- Sans mécanisme de participation
  - Coût de l'impôt (100 x 50 %) = 50
- Avec mécanisme de participation et PPI :
  - Coût de l'impôt = [100 - 15 (RSP) - 15 (PPI)] x 50 % = 35
  - Coût de la participation : 15
  - Impôt + participation : 35 + 15 = 50

### Assiette salariale (S)
L'assiette salariale est constituée par le montant des rémunérations brutes payées au cours de l’année civile. La base de calcul est la même que celle des cotisations de sécurité sociale.
Par conséquent, les rémunérations à inclure dans l'assiette sont :
- les salaires
- les indemnités de congés payés
- les retenues pour cotisations ouvrières
- les indemnités soumises à cotisations sociales[18]
- les primes
- les gratifications
- les avantages en nature
- les autres sommes soumises à cotisations sociales

Il convient donc d'exclure de l'assiette salariale de la participation les sommes suivantes :
- la fraction de salaire versée aux apprentis ne dépassant pas le SMIC[19]
- certains contrats aidés exonérés (CES et CEC)
- les indemnités de licenciement
- les indemnités de mise à la retraite par l'employeur
- la part employeur des titres-restaurant
- les remboursements de frais professionnels
- les sommes versées dans le cadre de la participation ou de l’intéressement aux bénéfices de l’entreprise

### Détermination de la valeur ajoutée (VA)
La valeur ajoutée est égale à la somme des rubriques comptables suivantes :
- Salaires et cotisations sociales (classe 64, lignes FY + FZ du tableau 2052 de la liasse fiscale)
- Impôts et taxes (classe 63, ligne FX du tableau 2052 de la liasse fiscale)
- Dotations aux amortissements et provisions, charges d'exploitation (classe 68, ligne GA à GD du tableau 2052 de la liasse fiscale)
- Charges financières (classe 66, ligne GU du tableau 2052 de la liasse fiscale)
- Résultat courant avant impôt (ligne GW du tableau 2052 de la liasse fiscale)

Attention : la valeur ajoutée n'est pas celle du solde intermédiaire de gestion calculée selon le PCG.

### Capitaux propres de l'entreprise (C)
La valeur de C correspond au total des capitaux propres de l'entreprise, y compris les provisions fiscalement non déductibles (provision pour impôt, provision pour retraite) présentes en début d'exercice, diminuées :
- des écarts de réévaluation entre l'année N - 1 et l'année N
- du résultat de l'exercice
- des subventions d'investissement
- des amortissements dérogatoires

En cas d'augmentation ou de diminution du capital en cours d'exercice, le capital est déterminé au prorata temporis de ces variations.
En d'autres termes, les capitaux propres de la participation sont, dans leur définition française, constitués de la somme des classes 10 et 11 du compte de bilan, ainsi que d'une partie de la classe 14 (provision pour hausse de prix) et des provisions fiscalement non déductibles (classes 15, 29, 39…), pour la partie déjà existante au 1er jour de l'exercice et encore au bilan à la fin de l'exercice.

### Bénéfice distribuable (B)
Le bénéfice distribuable est égal au bénéfice fiscal avant l'impôt sur les sociétés duquel on déduira :
- les plus-value nettes à long terme
- l'impôt sur les sociétés au taux normal (33,33 % ou 19 % selon le type de bénéfice), mais pas les contributions additionnelles
- Le forfait social de 20 % de cette réserve de participation. La formule est modifiée car il s'agit d'un calcul "en dedans" : Le forfait social se calcule sur la réserve, celle-ci diminue le bénéfice et affecte donc la réserve. Il faut donc reformuler l'équation de la réserve ainsi = {\displaystyle RSP={\frac {1}{2}}((B-(RSP*20\%)-(5\%C))\times ({\frac {S}{VA}})}.
- Pour résoudre cette équation, il faut en isoler les composants RSP et RSP*20 %

Et on y ajoutera :
- la dotation à la provision pour investissement, si elle a été déduite du résultat fiscal

« Le code de commerce définit le bénéfice distribuable comme "constitué par le bénéfice de l'exercice, diminué des pertes antérieures ainsi que des sommes à porter en réserve en application de la loi (réserve légale) ou de statuts (réserve statutaire) et augmenté du report bénéficiaire". » Toutefois, les sommes distribuables ne se limitent pas au seul bénéfice distribuable. Selon le code de commerce, « les sommes distribuables sont constituées par le bénéfice distribuable et les réserves dont l'assemblée générale a la disposition", c'est-à-dire, l'ensemble des réserves figurant au passif du bilan à l'exception de celles inscrites en réserves légales et statutaires. »

## Critères de répartition
Les critères de répartition de la RSP sont fixés par la négociation collective au sein des entreprises. Au cours de la négociation, 3 modes de répartition sont envisageables, pouvant être mixés entre eux.

### Répartition proportionnelle au salaire
La participation est répartie proportionnellement aux salaires versés au cours de l'année de référence (dans la limite de 4 fois le plafond de la sécurité sociale). Il est possible, par voie de négociation, d'introduire un salaire plancher pour la répartition de la participation et ainsi d'avantager les plus bas salaires. En l'absence d'accord collectif, c'est cette solution qui sera utilisée d'autorité.
De façon générale, la participation est plafonnée pour chaque salarié à 75 % du plafond de la sécurité sociale.

### Répartition uniforme
Tous les salariés bénéficient du même montant qu'ils aient accompli une année complète ou non dans l'entreprise, et qu'il soit à temps complet ou à temps partiel.

### Répartition proportionnelle à la durée de présence
La réserve de participation est distribuée au prorata du temps de présence au cours de l'année, en fonction du nombre de jours de présence ou du nombre d'heures effectuées.

### Exclusion de salariés
Dans le cadre de la répartition, il est possible de fixer une ancienneté minimum pour avoir droit à la participation. Cette ancienneté minimum ne peut excéder 3 mois.

## Aspect juridiques et fiscaux

### Accords de participation
La répartition et le placement de la participation peuvent être régis par un accord d'entreprise. Cet accord peut également prévoir des dispositions plus avantageuses pour les salariés. Il existe trois façons de conclure un accord de participation :
- entre le chef d'entreprise et les représentants des syndicats représentatifs
- entre le chef d'entreprise et le comité d'entreprise
- par ratification du personnel à la majorité des deux-tiers

En l'absence d'accord, la loi fixe d'autorité le mode de fonctionnement de la réserve de participation.

### Blocage
Les droits des salariés sont normalement bloqués cinq ans à compter de leur ouverture. Le point de départ de ce délai de blocage est fixé au 1er jour du 5e mois suivant la clôture de l’exercice. C’est à partir de cette date que les intérêts de retard sont décomptés. L’indisponibilité ne vise que le capital.
En l'absence d'accord d'entreprise, les droits des salariés sont bloqués huit ans lorsqu’un accord de participation n’a pas été signé dans les 12 mois suivants la clôture de l’exercice au cours duquel sont nés les droits des salariés. Il s’agit dans ce cas du régime d’autorité présentant les caractéristiques suivantes :
- le calcul de la réserve spéciale de participation est, au minimum, établi à partir de la formule de droit commun mais un accord d'entreprise peut prévoir un montant supérieur
- les sommes attribuées aux salariés sont bloquées pour 8 ans et portent intérêt à 1,33 fois le taux moyen de rendement des obligations des sociétés privées (TMOP)
- tous les salariés de l’entreprise ont vocation à bénéficier de la participation sans qu’une durée minimale d’ancienneté puisse être exigée
- la répartition de la RSP ne peut être calculée en fonction de l'ancienneté mais peut comporter une part forfaitaire et une part proportionnelle au salaire perçu. Les salariés embauchés dans l'année se voient verser la participation au prorata temporis.

Lorsqu’une entreprise applique la participation dans ce cadre, aucun accord n’a, par définition, à être déposé auprès de la DDTEFP.
Il est possible d'obtenir un déblocage anticipé de la participation, tout en maintenant les avantages fiscaux, dans les cas suivants :
- mariage ou pacs
- naissance ou adoption du troisième enfant
- divorce ou séparation avec la garde d’au moins un enfant
- décès ou invalidité du salarié ou de son conjoint
- départ de la société (démission, licenciement ou retraite)
- création ou reprise d’entreprise par le salarié ou par son conjoint
- achat, construction ou agrandissement de sa résidence principale
- surendettement
- catastrophe naturelle

### Placement
Les accords de participation peuvent prévoir plusieurs modes de placement de la participation :
- attribution au salarié d'actions de l'entreprise ou du groupe
- attribution au salarié d'un droit de créance sur l'entreprise (comptes courants (CCB), par exemple)
- placement au sein d'un plan d'épargne d'entreprise (PEE, PEI, PEG)
- placement au sein d'un plan d'épargne pour la retraite collectif (PERCO, PERCO-I, PERCO-G)
- placements sur le marché financier en dehors de l'entreprise (SICAV, FCPE, etc.[26])

En l'absence d'accord, les sommes attribuées à chaque salarié sont mises en compte courant par l'entreprise et sont rémunérées à un taux fixé chaque année par le ministre des finances.
En présence d'un PERCO, 50 % de la prime de participation est affecté par défaut au PERCO sauf si le salarié choisit activement d'affecter la prime à un des autres supports prévu par l'accord.

### Exonérations fiscales et sociales
Au-delà de 3 ans, les sommes sont exonérées d'impôts sur le revenu, d'impôt sur les plus-values et de cotisations sociales à hauteur de 50 %. Au terme du blocage (5 ou 8 ans), la participation est intégralement exonérée d'impôt sur le revenu, d'impôt sur les plus-values et de cotisations sociales. Toutefois les sommes versées sont assujetties au forfait social, dont le taux est passé de 8 % à 20 % en 2012.
Les sommes sont également exonérées d'impôt et de cotisations dans les cas prévus de déblocage anticipé.